# Lew Samuilowitsch Klein

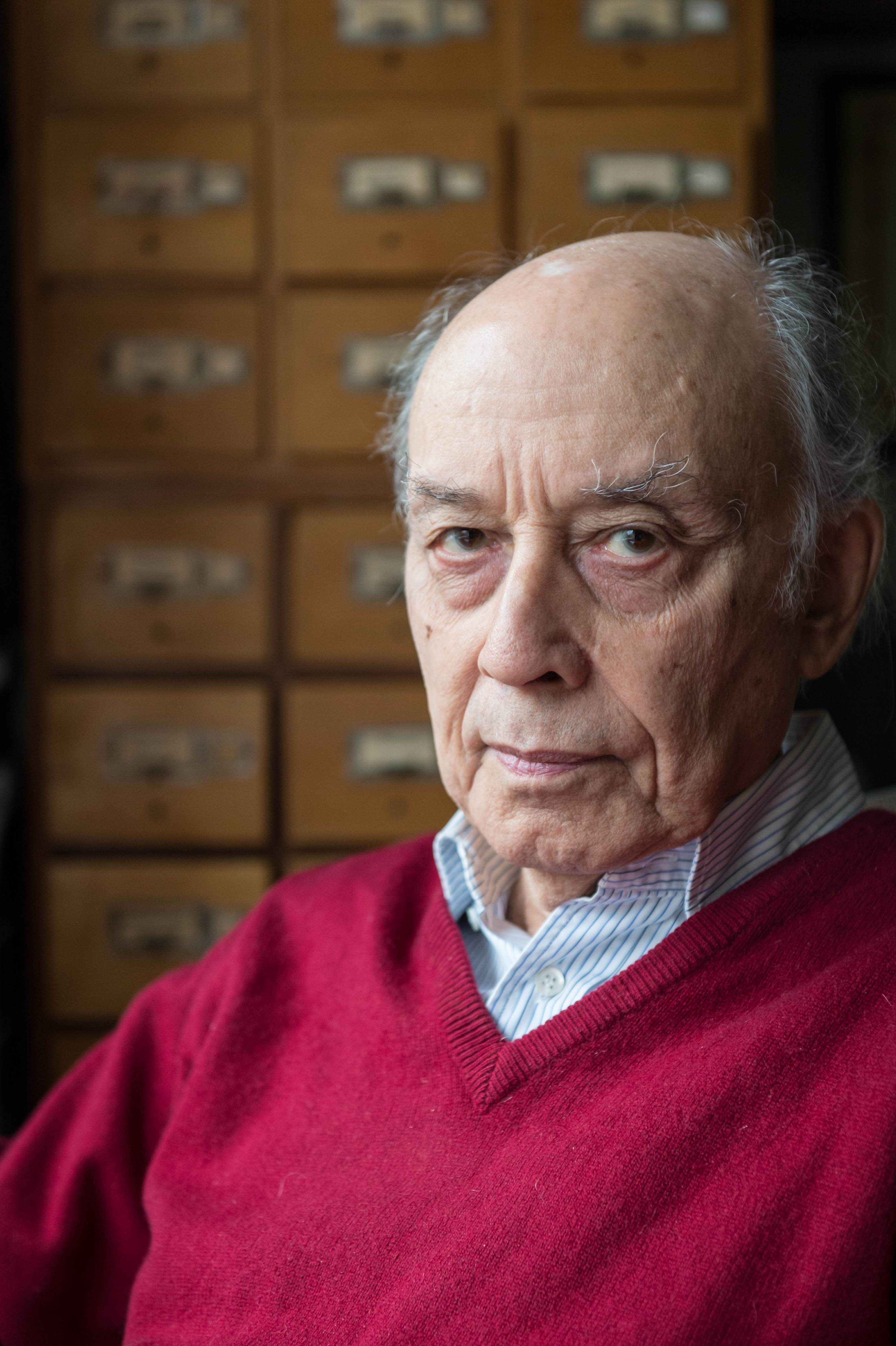
Lew Samuilowitsch Klein (2012)

Lew Samuilowitsch Klein (russisch Лев Самуилович Клейн; auch als Leo S. Klejn bekannt – * 1. Juli 1927 in Witebsk; † 7. November 2019 in Sankt Petersburg) war ein sowjetischer und russischer Gelehrter, Archäologe, Anthropologe, Philologe, Wissenschaftshistoriker und Mitbegründer der Europäischen Universität zu Sankt Petersburg.

## Biografie
Lew Samuilowitsch Klein genoss eine atheistische Erziehung, seine Familie war streng russifiziert. Beide Großväter waren vor der Revolution Unternehmer, einer war Betriebseigner, der andere arbeitete als Kaufmann der ersten Gilde.
Sein Vater, Stanislaw Semjonowitsch (im Ausweis Samuil Simchowitsch) Klein wurde in Warschau geboren, im Bürgerkrieg war er Sanitätsoffizier in der Freiwilligenarmee Anton Iwanowitsch Denikins, am Ende des Bürgerkrieges (ab 1920) diente er in der Roten Armee. Er war nie in der Partei. Die Mutter, Assja Mojseewna, war eine renommierte Chirurgin. Lew Klein besuchte eine belarussische Mittelschule und eine Musikschule.
Als 1941 Lews Eltern beide als Armeeärzte an die Front gerufen wurden, wurde der Rest der Familie (der junge Lew zusammen mit den Großeltern und dem jüngeren Bruder Boris) nach Wolokolamsk evakuiert, von dort nach Jegorjewsk und dann nach Joschkar-Ola. Dort arbeitete Klein anfangs im Kolchos, beendete dann die neunte Klasse der Mittelschule und ging im Alter von 16 Jahren als Zivilarbeiter an die Front. 1944 diente er an der 3. Weißrussischen Front in Militärbautruppen und bewegte sich mit dem Truppenteil von Smolensk bis an die deutsche Grenze. Danach studierte Klein ein Jahr in einem Eisenbahntechnikum.
Nach dem Krieg lebte die Familie in Grodno, wo sein Vater als Direktor eines Krankenhauses und seine Mutter als Chirurgin in einem anderen Krankenhaus und als Leiterin der städtischen Schnellen medizinischen Hilfe arbeiteten. Klein legte seine Examen für das Reifezeugnis ab und besuchte die Fakultät für Sprache und Literatur des Pädagogischen Instituts von Grodno.
Nach einem Studienjahr am Grodnoer Pädagogischen Institut schrieb sich Klein 1946 in die Leningrader Universität als Fernstudent ein und wechselte ein Jahr später dorthin. Die ersten Jahre studierte er zugleich an der philologischen Fakultät (russische Philologie bei Wladimir Jakowlewitsch Propp) und der historischen Fakultät (am Lehrstuhl der Archäologie unter der Leitung von M. I. Artamonow) und schloss seine Ausbildung an der historischen Fakultät 1951 mit Diplom und Auszeichnung ab.
Eineinhalb Jahre arbeitete er als Bibliograph an der Bibliothek der Akademie der Wissenschaften in Leningrad. Danach arbeitete er als Lehrer in Mittelschulen Leningrads, in Wolossowo und in Grodno. 1957 begann er eine Aspirantur an der Leningrader Universität für Archäologie, die er 1960 abschloss. Danach gab er am selben Institut Vorlesungen und wurde 1962 als Assistent des Instituts aufgenommen. 1968 promovierte er mit der Dissertation Der Ursprung der Donezker Katakombenkultur und arbeitete ab 1976 als Dozent. Die erste wissenschaftliche Arbeit erschien 1955, die erste Monographie 1978. Er nahm an einer Reihe archäologischer Expeditionen in den Wäldern Russlands und Weißrusslands, aber hauptsächlich in der Steppe der Ukraine und im Don-Gebiet teil. Auch an Ausgrabungen in altrussischen Städten, Hügeln der Bronzezeit und der Skytho-Sarmatischen Zeit war er sehr interessiert.

## Hauptwerke
Eine vollständige Bibliographie mit mehr als 500 Titeln gibt es auf der Internetseite [archaeology.ru] und bis zum Jahr 2000 bei L. B. Wischnjazkij, A. A. Kowalew, O. A. Schtscheglowa: Archeolog: detektiw i myslitel. Sbornik statej posvjaschtschennyj 77-letiju L’wa Samuilowitscha Klejna. SPb, izd. S.-Peterbugskogo uniwesiteta, 2004. – 502 S. ISBN 5-288-03491-5.
Archäologie
- Archeologitscheskie istotschniki-Wtoroe, dopolnennoe izd. – SPb.; Farn, 1995. – 350 s. – (Klassika archeologii). Die erste Ausgabe war gedruckt im J. 1978: Archeologitscheskie istotschniki/ – L.: Izd-wo LGU, 1978. – 119 s.
- Archeologitscheskaja tipologija. – L.: LF ZENDISI: Leningr. Nuatschn.-issled. Archeol. Ob-nie, 1991. – 447 s. (vollständige Auflage des Buches, das erst 1982 in Oxford gedruckt was, dann in Ljubljana slowenisch 1988; die englische Auflage – Klejn L. S.)
  - englische Übersetzung der früheren Fassung: Archaeological typology. Translated by Penelope Dole. – Oxford, British Archaeological Reports. – 1982. – 321 + Errata and corrigenda in a separate pamphlet, 8 p. p. – (BAR International Series, no. 153).
- Fenomen sowetskoj archeologii. – SPb.: Farn, 1993. – 128 s. (deutsche, spanische und englische Ausgaben)
  - deutsche Übersetzung: Das Phänomen der sowjetischen Archäologie. Geschichte, Schulen, Protagonisten. Aus dem Russischen von D. Schorkowitz (= Gesellschaften und Staaten im Epochenwandel. Band 6). Peter Lang, Frankfurt 1997, ISBN 3-631-30646-6.
- Prinzipy archeologii. – SPb.: Bel’weder, 2001. – 152 s. ISBN 5-9259-0009-X
- Wwedenie w teoretitscheskuju archeologiju. Kniga I. Metaarcheologija. – SPb.: Bel’weder, 2001. – 472 s. ISBN 5-9259-0039-1 (erweiterte Ausgabe des Buches Klejn L.S. Metaarchaeology – Acta Archaeologica. – København: Blackwell – Munksgaard, 2001. – Vol. 72:1. – 149 p.)
- Nowaja Archeologija (krititscheskij analiz teoretitscheskogo naprawlenija w archeologii Zapada). – Donezk: DonNU, 2009. – 293 s.
- Formula Monteliusa (schwedkij raziobnalizm w archeologii Mal’mera). – Donezk: DonNU, 2010. – 258 s. ISBN 978-966-639-438-8
- Wremja kentawrow. Stepnaja prarodina grekow i ariew. – SPb.: Ewrazija, 2010. – 496 s., ill. Zw. 32 s. – 2000 ekz. ISBN 978-5-8071-0367-3
- Istorija archeologitscheskoj mysli. W 2 tomach. – SPb.: izd-wo SPb universiteta, 2011.

Geschichte
- Spor o warjagach. Istorija protiwostojanija i argumenty storon. – SPb.; Ewrazija, 2009. – 400 s. – 1000 ekz. ISBN 978-5-8071-0329-1

Anthropologie
- Drugaja ljubow’: priroda tscheloweka i gomoseksual’nost’. – SPb.; Folio-Press, 2000. – 864 s. ISBN 5-7627-0146-8
- Drugaja storona swetila: Neobytscgnaja ljubow’ wydajuschtschichsja ljudej: Rossijskoe sozwezdie. – SPb.: Folio-Press, 2002. –n 656 s. ISBN 5-7627-0166-2
- Garmonii epoch. Otscherki antropologii muzyki. SPb, Ewrazija, 2011 (im Druck).

Publizistik
- Verkehrte Welt: in Breshnews Lagern; Essays = Перевернутый мир. – 1. Auflage – Berlin: Aufbau-Taschenbuch-Verl., 1991. – 166 p. ISBN 978-3-7466-0009-3 (Russische Ausgabe: Lew Samojlow. Perewernutyj mir. – SPb.; Farn, 1993. – 223 s., neue Auflage – Klejn L. S. Perewernutyj mir. – 2-e izdanie, isprawlenoe i dopolnennoe. – Donezk.: DonNU, 2010. – 406 s. – (Nautschno-publizistitscheskaja serija: Arccheolog i kul’tura). ISBN 978-966-639-440-1)

## Bibliographie über L. S. Klein
1. Archeolog: detektiw i myslitel’. Sbornik statej posvjaschtschennyj 77-letiju L’wa Samuilowitscha Klejna / L. B. Wischnjazkij, A. A. Kowalew, O. A. Schtscheglowa. / SPb, izd. S.-Peterbugskogo uniwesiteta, 2004. – 502 S. ISBN 5-288-03491-5.
2. Klejn L. S. Trudno byt’ Klejnom: Awtobiografija w monologach i dialogach. – SPb.: Nestor-Istorija, 2010. – 730 s. – 500 ekz. ISBN 978-5-98187-368-3
3. Klejn L. S. Autobiography (englisch) / Awtobiogragija (russ.). – klejn.archaeology.ru (hier auch eine Serie von Foto-Porträten verschiedener Zeiten).